# Holmesimysis nuda
Holmesimysis nuda is een aasgarnalensoort uit de familie van de Mysidae. De wetenschappelijke naam van de soort is voor het eerst geldig gepubliceerd in 1948 door Banner.